# 美國航空中心
美國航空中心（英語：American Airlines Center）是位於達拉斯的一個球館，它作為多支位於達拉斯的體育隊伍的主場球館。另外，它亦用作舉行演唱會和一些大型活動。
利用美航中心作主場球館的體育隊伍如下：
- 達拉斯星 (NHL)
- 達拉斯獨行俠 (NBA)
- 達拉斯暴徒 (AFL)

## 歷史
1999年3月18日，美國航空宣布以1.95億美元冠名贊助興建位於達拉斯的美國航空中心。
2001年7月17日，美國航空中心落成啟用。
由於邁阿密熱火的主場曾经也是美航冠名，因此熱火和獨行俠的對戰組合，常被戲稱為「美航大戰」。

## 焦點活動和演唱會
- 第55屆NHL全明星賽 - 2007年1月24日
- 2006年NBA總決賽，達拉斯小牛對陣邁阿密熱火 - 2006年6月8日（第一場）、2006年6月11日（第二場）和2006年6月20日（第六場）
- NBA全明星賽 - 2010年2月14日
- 2011年NBA總決賽，邁阿密熱火對陣達拉斯小牛 - 2011年6月3日（第三場）、2011年6月6日（第四場）和2011年6月8日（第五場）
- 2024年NBA總決賽，波士頓凱爾特人對陣達拉斯小牛 - 2024年6月13日（第三場）、2024年6月15日（第四場）

## 外部連結
- 美國航空中心 （页面存档备份，存于）

32°47′25.46″N 96°48′37.02″W / 32.7904056°N 96.8102833°W